# 高橋陽太郎
高橋 陽太郎（たかはし ようたろう）は、日本の物理学者。専門は物性物理学。学位は理学博士（東京大学・2007年）。東京大学准教授、理化学研究所創発物性科学研究センター統合物性科学研究プログラム創発分光学研究ユニットリーダー。
十倉ERATOマルチフェロイックスプロジェクト研究員、東京大学特任講師、東京大学特任准教授を歴任した。

## 概要
物性物理学を専攻する物理学者である。マルチフェロイックスのエレクトロマグノンの発見、方向二色性の観測などの業績を挙げている。東京大学の大学院では工学系研究科物理工学専攻にて准教授などを務めた。理化学研究所では創発物性科学研究センター（CEMS）にて統合物性科学研究プログラム創発分光学研究ユニットリーダーを務めた。

## 略歴
- 2002年3月　京都大学理学部を卒業[1]。
- 2007年3月　東京大学理学系研究科博士課程を修了[1]。
- 2007年4月　十倉ERATOマルチフェロイックスプロジェクト　研究員[1]

- 東京大学大学院工学系研究科附属　量子相エレクトロニクス研究センター　准教授[1]